# Bernard Laurens
Bernard Laurens est un homme politique français né le 13 août 1741 à Barrême (Alpes-de-Haute-Provence) et mort le 14 août 1802 à Paris.

## Biographie
Bernard Laurens est le fils de Jean-Baptiste Laurens, maître chirurgien, et de Claire-Louise Michel.
En septembre 1792, Bernard Laurens est élu député suppléant du département des Bouches-du-Rhône, le troisième sur sept, à la Convention nationale. Il est appelé à siéger pour remplacer Jean-Raymond Mouraille, maire de Marseille. 
Lors du procès de Louis XVI, il vote la mort, refusant l'appel et le sursis. Il s'oppose à la mise en accusation de Marat et au rétablissement de la Commission des Douze.